# أرجيل وبوت
أرجيل وبوت (بالإنجليزية: Argyll and Bute)‏ هي واحدة من 32 منطقة مجلس وحدوي في اسكتلندا ومنطقة ملازمة. اللورد الملازم الحالي لـ Argyll and Bute هو جين مارغريت ماكلويد (14 يوليو 2020). يقع المركز الإداري لمنطقة المجلس في Lochgilphead في قلعة كيلموري، وهو مبنى وعقار على الطراز القوطي يعود تاريخه إلى القرن التاسع عشر. زعيم المجلس الحالي هو روبن كوري، وهو مستشار لKintyre والجزر.
تغطي Argyll and Bute ثاني أكبر منطقة إدارية في أي مجلس اسكتلندي. تجاور منطقة المجلس مناطق هايلاند وبيرث وكينروس وستيرلنغ وويست دونبارتونشاير.

## وصلات خارجية
- الموقع الرسمي